# 基輔定綫小巴
基辅定綫小巴（羅馬化：Kyivske marshrutne taksi）是基輔的定綫小巴（又稱蘇式小巴）系统。现在由146条路线和19家公司代表。